# Ecitocobius comissator
Ecitocobius comissator là một loài nhện trong họ Corinnidae. Chúng thuộc chi đơn loài Ecitocobius, được miêu tả năm 1998 bởi Bonaldo & Antonio D. Brescovit. Chúng thường xuất hiện ở Brazil.